# Channa stewartii
Channa stewartii es una especie de pez del género Channa, familia Channidae. Fue descrita científicamente por Playfair en 1867.
Se distribuye por Asia: India y Nepal. La longitud total (TL) es de 25 centímetros. Habita en aguas corrientes como estancadas y arroyos.
Está clasificada como una especie marina inofensiva para el ser humano.